# Aclerda ariditatis
Aclerda ariditatis är en insektsart som beskrevs av Ferris 1919. Aclerda ariditatis ingår i släktet Aclerda och familjen Aclerdidae. Inga underarter finns listade i Catalogue of Life.